# Contea di Mercer (Illinois)
La contea di Mercer ( in inglese Mercer County ) è una contea dello Stato dell'Illinois, negli Stati Uniti. La popolazione al censimento del 2000 era di 16 957 abitanti. Il capoluogo di contea è Aledo.